# Wassili Iwanowitsch Demut-Malinowski

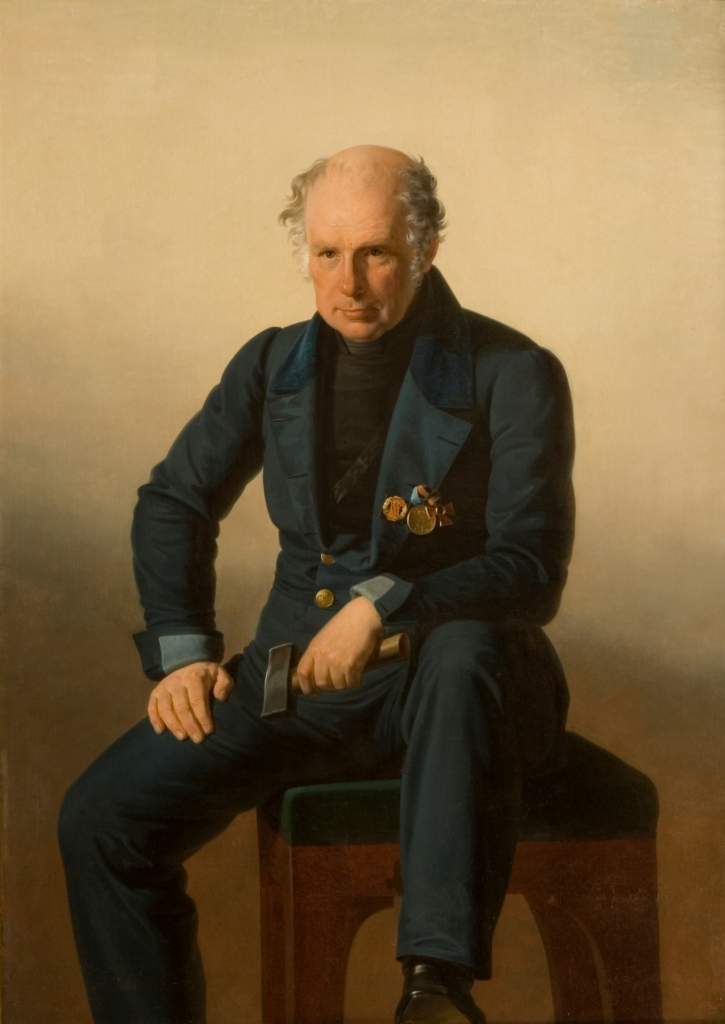
Wassili Iwanowitsch Demut-Malinowski (Museum der Russischen Kunstakademie)

Wassili Iwanowitsch Demut-Malinowski (russisch Василий Иванович Демут-Малиновский; * 2. Märzjul. / 13. März 1778greg. in St. Petersburg; † 16. Julijul. / 28. Juli 1846greg. ebenda) war ein russischer Bildhauer des russischen Empire und Hochschullehrer.

## Leben
Demut-Malinowskis Vater war Bildschnitzer, so dass der Sohn von Jugend an mit der Bildhauerei vertraut war. 1785 begann für den Sohn die Ausbildung an der St. Petersburger Akademie der Künste. Demut-Malinowski studierte dort bei Michail Iwanowitsch Koslowski. Er erhielt 1798 die Kleine Silbermedaille und 1799 die Große Silbermedaille. Darauf erhielt er für das Basrelief Der Engel führt Petrus aus dem Gefängnis 1799 die Kleine Goldmedaille. Zum Abschluss seines Studiums 1800 erhielt er die Große Goldmedaille als Mitglied einer Gruppe von Bildhauern, die die Basreliefs für Bartolomeo Carlo Rastrellis Denkmal Peters I. an der Michaelsburg anfertigten. Als 1802 Koslowski starb, schrieb der Präsident der Akademie der Künste Alexander Sergejewitsch Stroganow einen Wettbewerb für Koslowskis Grabdenkmal aus. Demut-Malinowski gewann den Wettbewerb und erhielt eine zweite Große Goldmedaille.
1803 wurde Demut-Malinowski mit anderen Absolventen von der Akademie der Künste zu weiteren Studien der westlichen Kunst und Architektur des antiken Roms nach Italien geschickt. Demut-Malinowski begann dort die Arbeit an dem Basrelief Herakles und Omphale, an der Statue des Narziss und an Büsten. Er investierte viel Zeit und Mühe in die Kunst der Marmorbearbeitung. 1806 kehrte er nach St. Petersburg zurück, wobei seine mitgebrachten Werke unterwegs verloren gingen.
Zurück in St. Petersburg wurde Demut-Malinowski mit seiner neuen Statue des Propheten Elija 1807 als Mitglied in die Akademie der Künste aufgenommen. 1808 wurde er zum Adjunkt-Professor ernannt. Einer seiner Schüler war Alexander Loganowski. Hauptsächlich arbeitete Demut-Malinowski nun an der Ausschmückung der öffentlichen Bauten in St. Petersburg. Durch seine Zusammenarbeit mit dem Architekten Andrei Nikiforowitsch Woronichin war Demut-Malinowski an der Ausgestaltung des Laternen-Kabinetts des Schlosses Pawlowsk (1807) beteiligt, für das er zwei Karyatiden erstellte. Er schuf Skulpturen wie auch Iwan Petrowitsch Martos und Stepan Stepanowitsch Pimenow für die Kasaner Kathedrale und das Bergbau-Institut, die Woronichin baute, sowie auch für die Börse. Für die Kasaner Kathedrale erstellte er 1811 eine Andreas-Statue und für das Bergbau-Institut den Raub der Proserpina. Für das Generalstabsgebäude gestaltete er zusammen mit Pimenow und Feodossi Fjodorowitsch Schtschedrin den Skulpturenschmuck (1812–1814). 1813 schuf er den Russischen Scaevola zur Erinnerung an den russischen Bauern, der auf der Flucht aus der Gefangenschaft auf seine Hand verzichtete, um die Markierung als Unfreier zu vermeiden. Für Woronichin schuf er 1814 das Grabdenkmal auf dem Tichwiner Friedhof (Nekropole des 18. Jahrhunderts) am Alexander-Newski-Kloster.
Die Zusammenarbeit mit Pimenow bestand bis zu dessen Tod 1833. In dieser Zeit entstand der Skulpturenschmuck des Jelagin-Palais und des Michailowski-Palasts. In seinen letzten Jahren arbeitete er an der Stuck-Dekoration im Winterpalast und im Gebäude der Akademie der Künste. 1833 wurde er zum Professor ernannt. 1836 nach dem Tod des Rektors der Akademie Martos wurde Demut-Malinowski Rektor für die Abteilung für Bildhauerei. Er schuf ein Denkmal für Katharina II. für den Landsitz Troizkoje Kainardschi Pjotr Alexandrowitsch Rumjanzew-Sadunaiskis bei Balaschicha, das sich jetzt im Schtschussuew-Architekturmuseum befindet. Von 1838 bis zu seinem Tode arbeitete er an dem Denkmal für den russischen Nationalhelden Iwan Sussanin, das dann in Kostroma aufgestellt wurde. Er schuf die Büste Michael Andreas Barclay de Tollys für das 1849 in Dorpat errichtete Denkmal. Zusammen mit Peter Clodt von Jürgensburg arbeitete er am Denkmal des Heiligen Wladimir in Kiew und an den Statuen des Narva-Triumphbogens in St. Petersburg.
Demut-Malinowskis Bronzebullen schmückten den St. Petersburger Rinderschlachthof und später das Eingangstor des konstruktivistischen Kirow-Fleischkombinats. Seine gusseisernen deutschen Ritter und russischen Recken zieren die Fassade des Weißen Turms im Alexanderpark in Zarskoje Selo. 43 Kupferstatuen hatte er für die neugotische Alexander-Newski-Kapelle im Alexanderpark des Schlosses Peterhof angefertigt.
Demut-Malinowskis Tochter heiratete den Bildhauer Samuil Friedrich Halberg.
Demut-Malinowski wurde in St. Petersburg auf dem Tichwiner Friedhof am Alexander-Newski-Kloster begraben.

## Werke

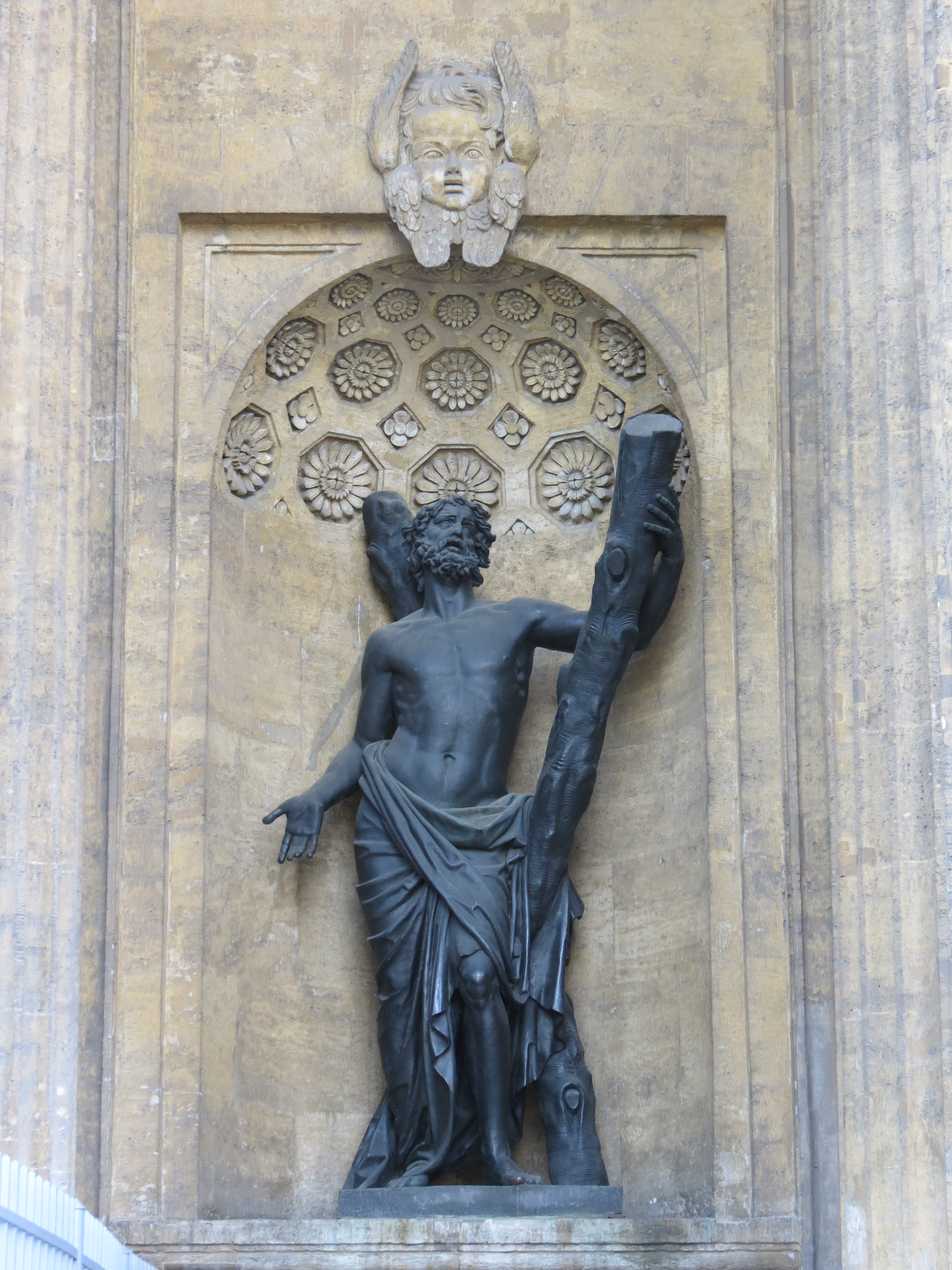
Andreas, Kasaner Kathedrale, St. Petersburg
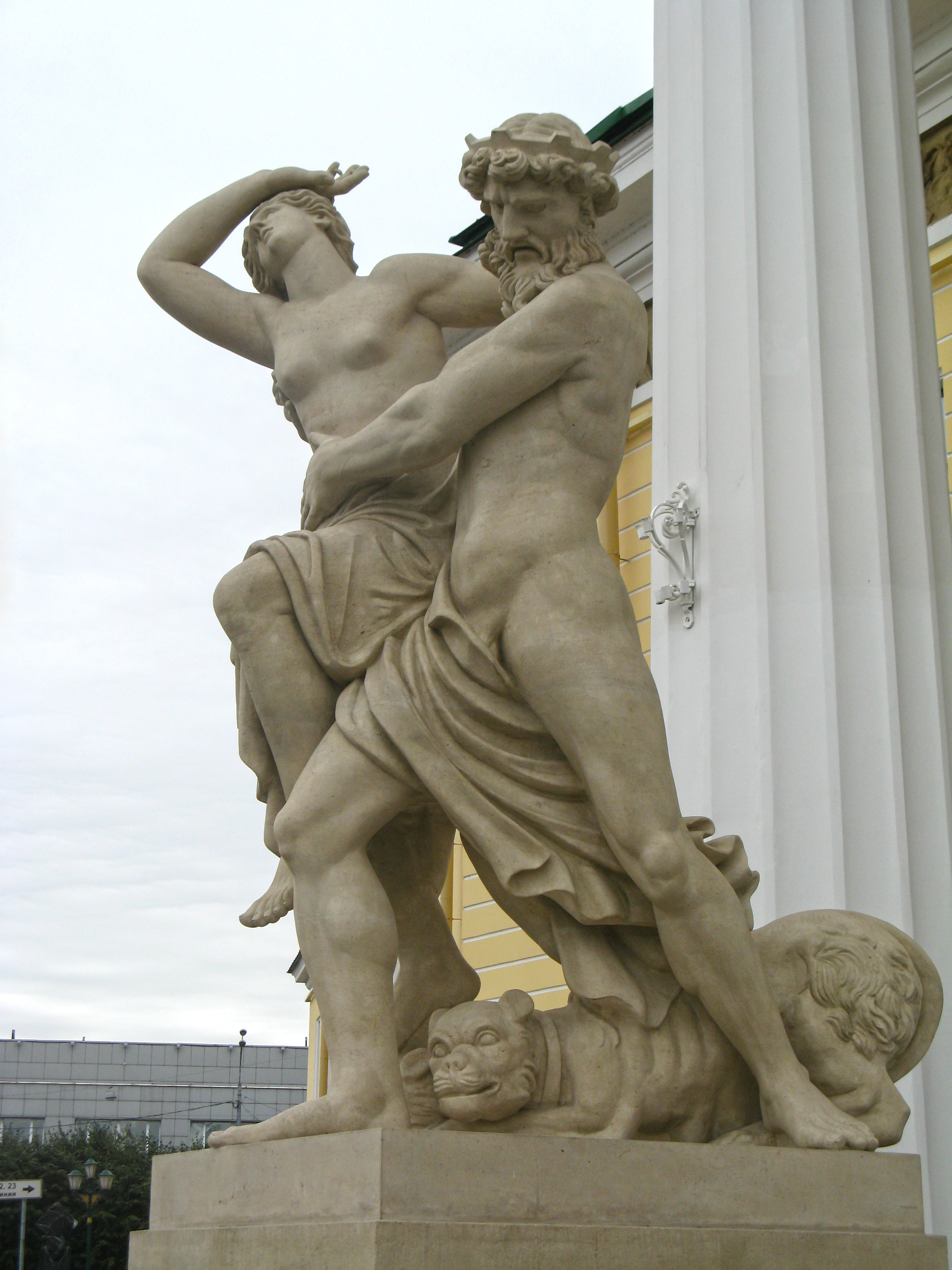
Raub der Proserpina, Eingang der Staatlichen Bergbau-Universität St. Petersburg
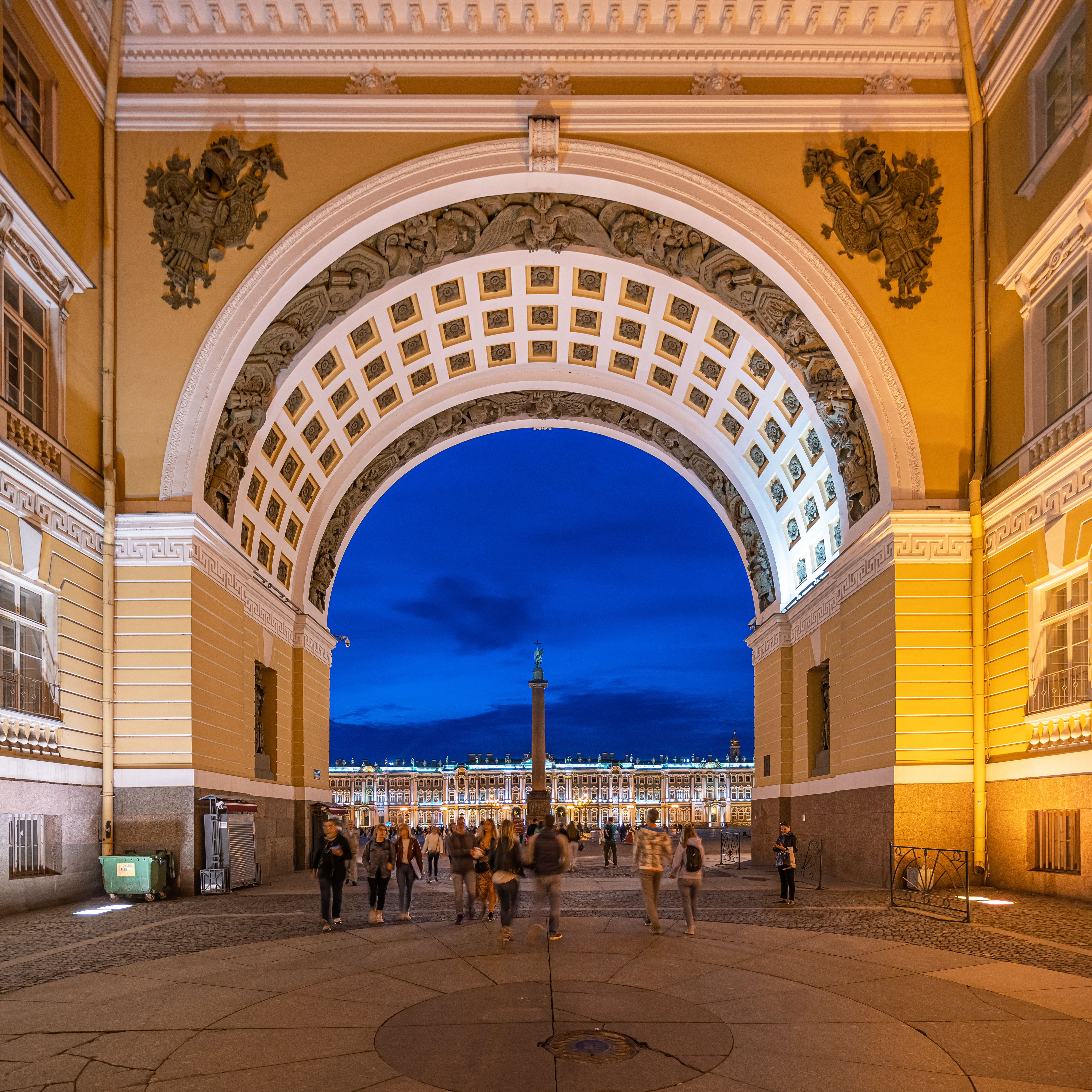
Tor des Generalstabsgebäudes, St. Petersburg
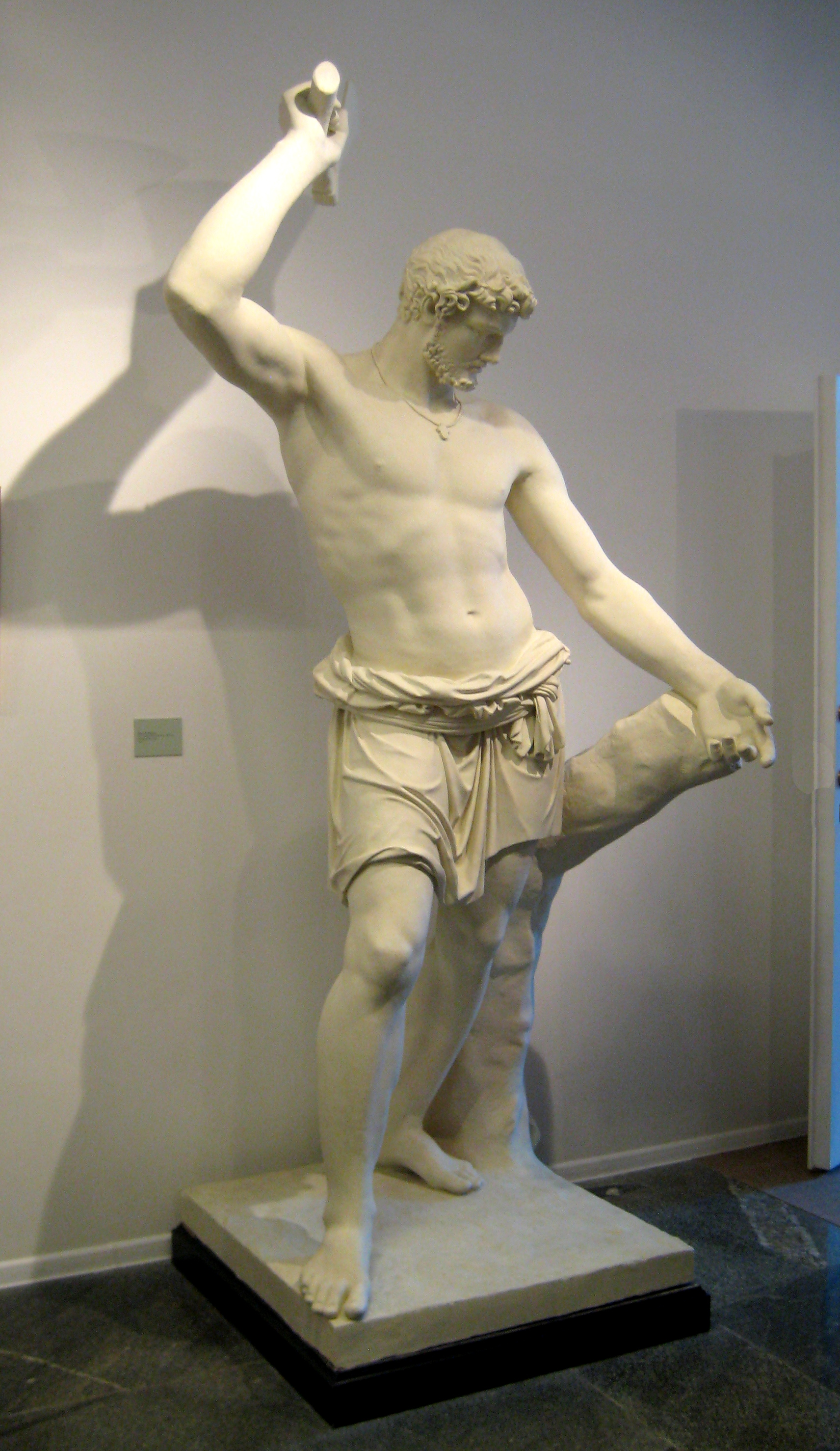
Russischer Scaevola, Russisches Museum
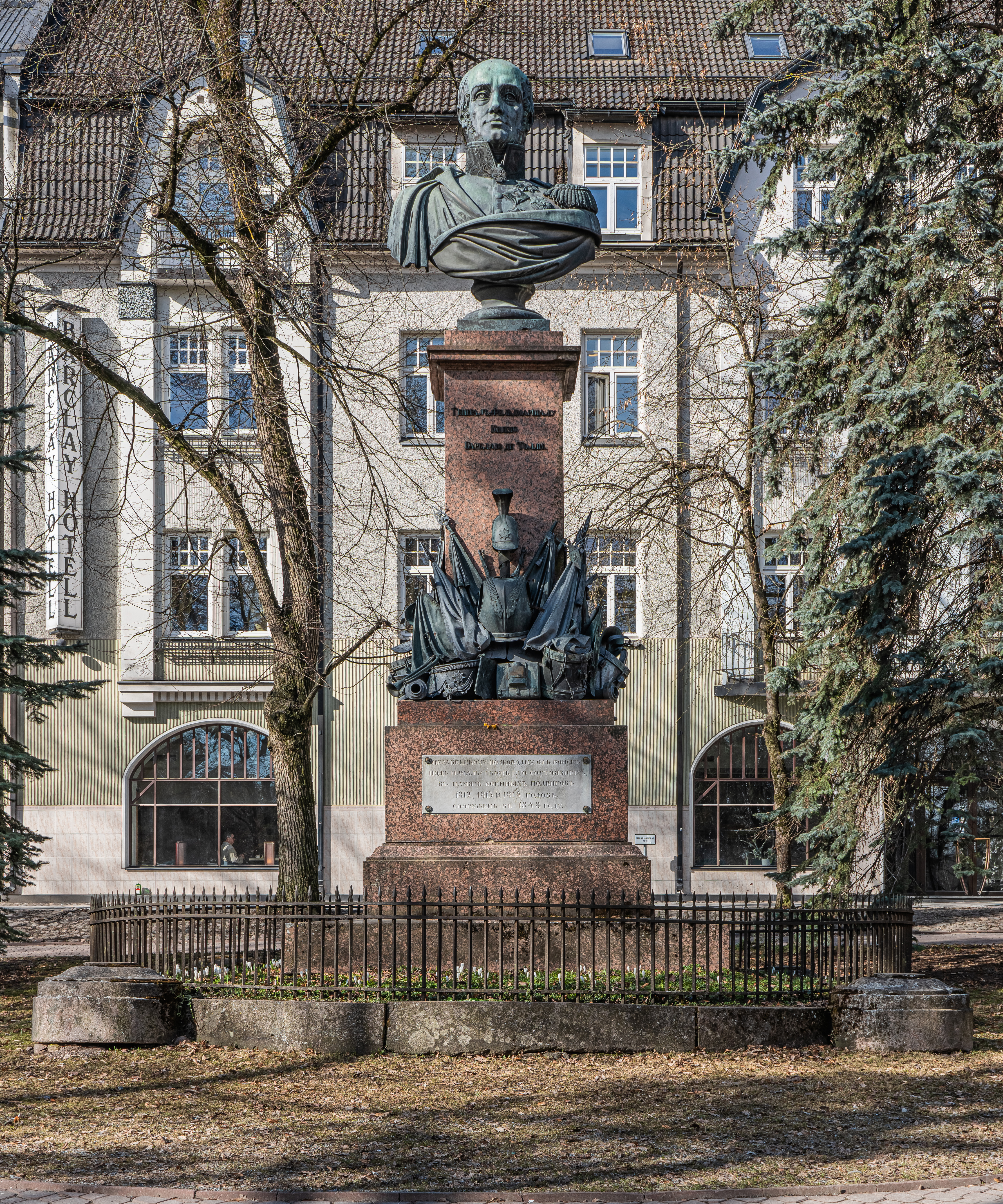
Barclay-de-Tolly-Denkmal, Dorpat
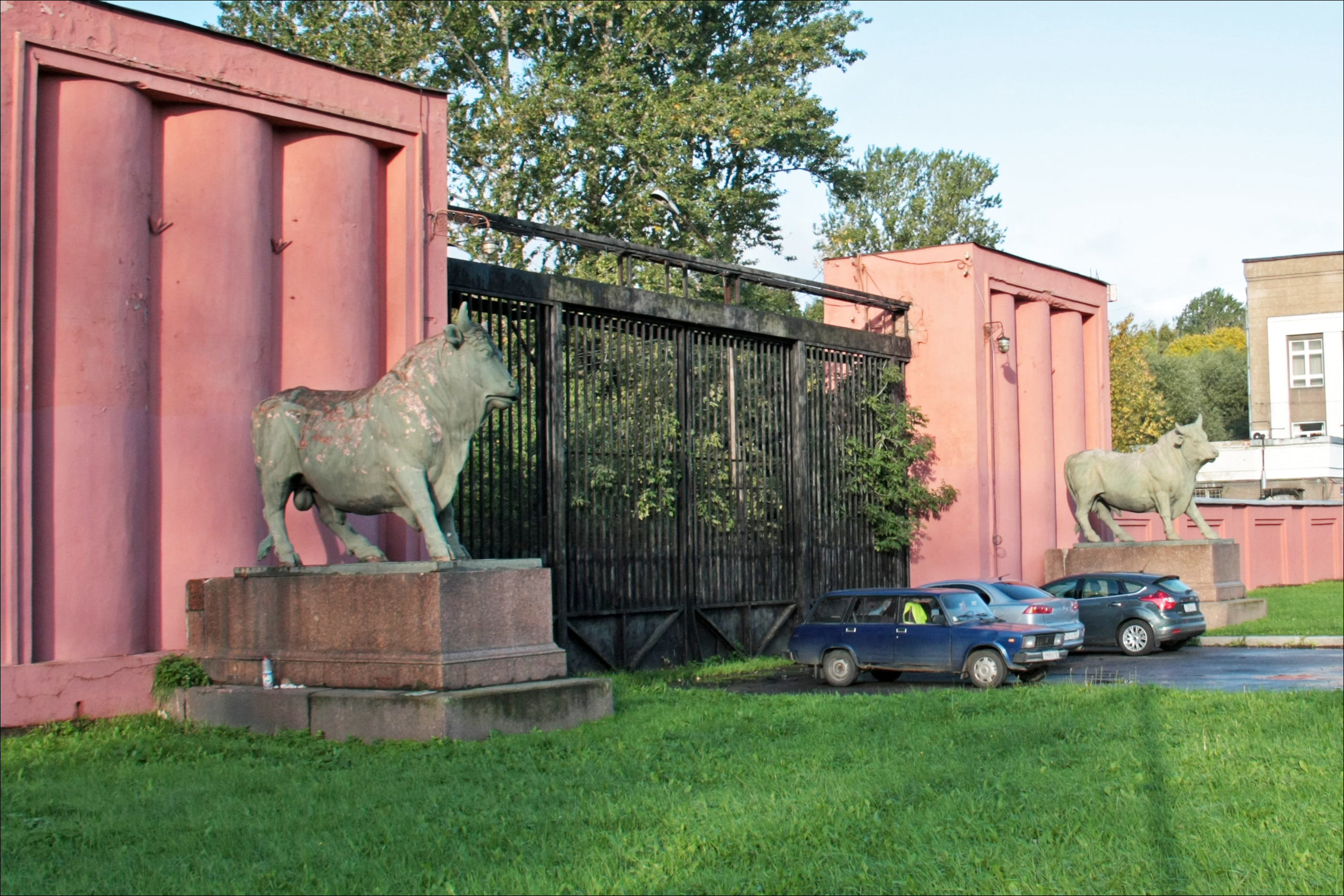
Bronzebullen, Moskowskoje Schosse 13k1, St. Petersburg
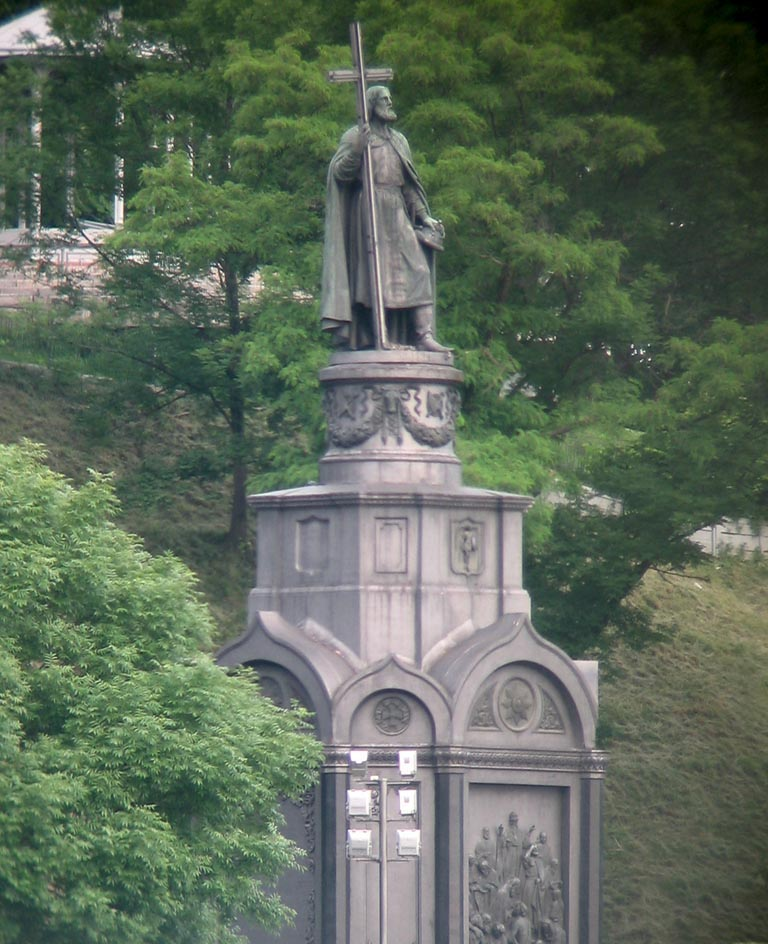
Wladimir-Denkmal, Kiew
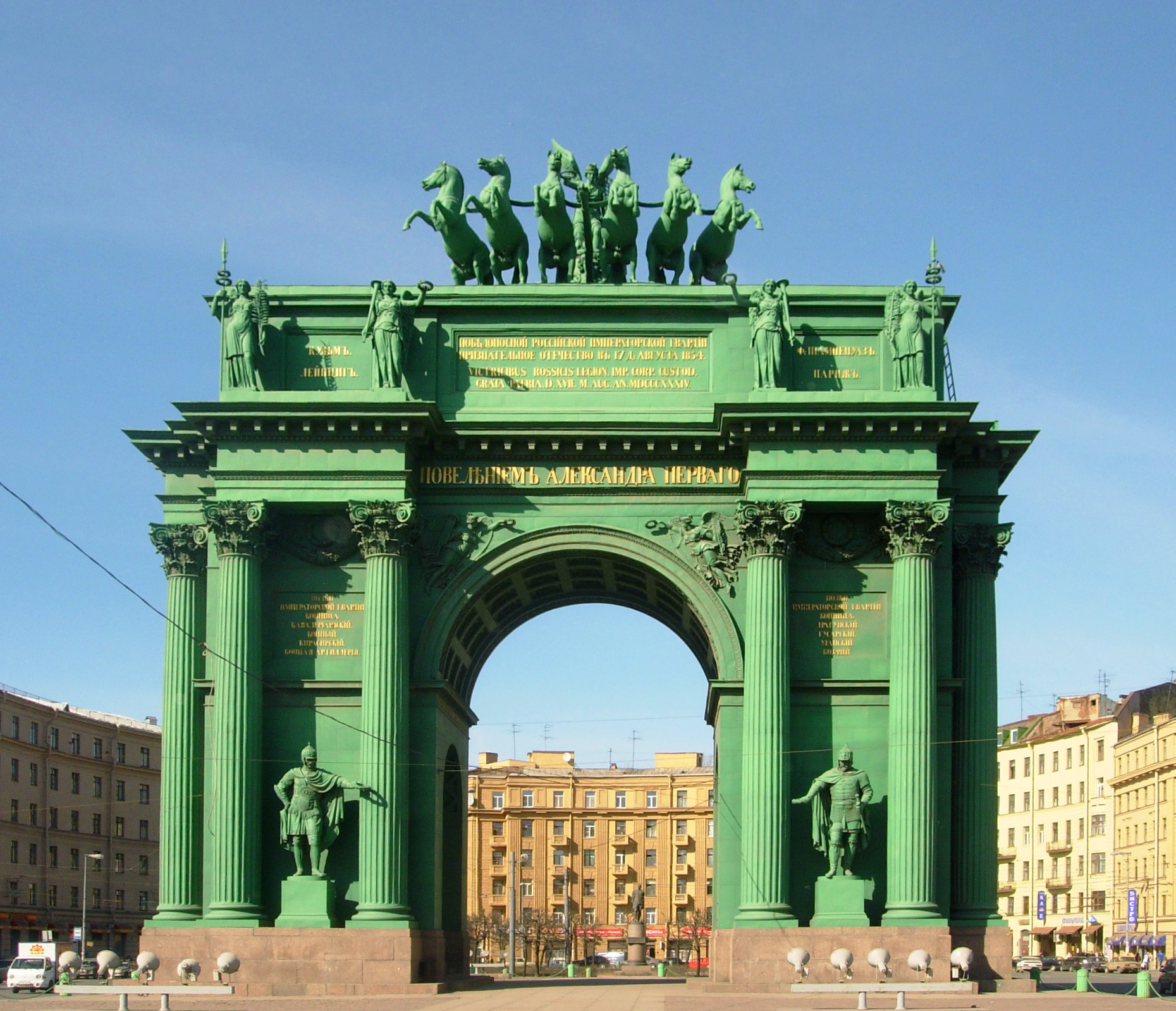
Narva-Triumphbogen, St. Petersburg